# Gradiente barico verticale
Il gradiente barico verticale è legato alla variazione di pressione con l'aumentare o il diminuire della quota. La sua variazione è fissata in 27 piedi (8,23 m) per ogni hPa (o millibar) di differenza di pressione in aria standard. Se l'aria è più o meno densa di quella "campione" standard (quella che al livello del mare ha una pressione di 1.013,25 hPa e una temperatura di 15 °C) anche questo varia, e di questo bisogna tenere conto per conoscere esattamente la quota reale in campo aeronautico. In altri termini, al variare della temperatura di un dato strato atmosferico (esempio, al livello del mare), varierà anche il gradiente barico verticale, per cui, con temperature più basse (e aria più densa) la pressione atmosferica cala più velocemente salendo di quota, mentre con temperature più alte (e aria meno densa) la pressione atmosferica diminuisce più lentamente.